# Бехорот

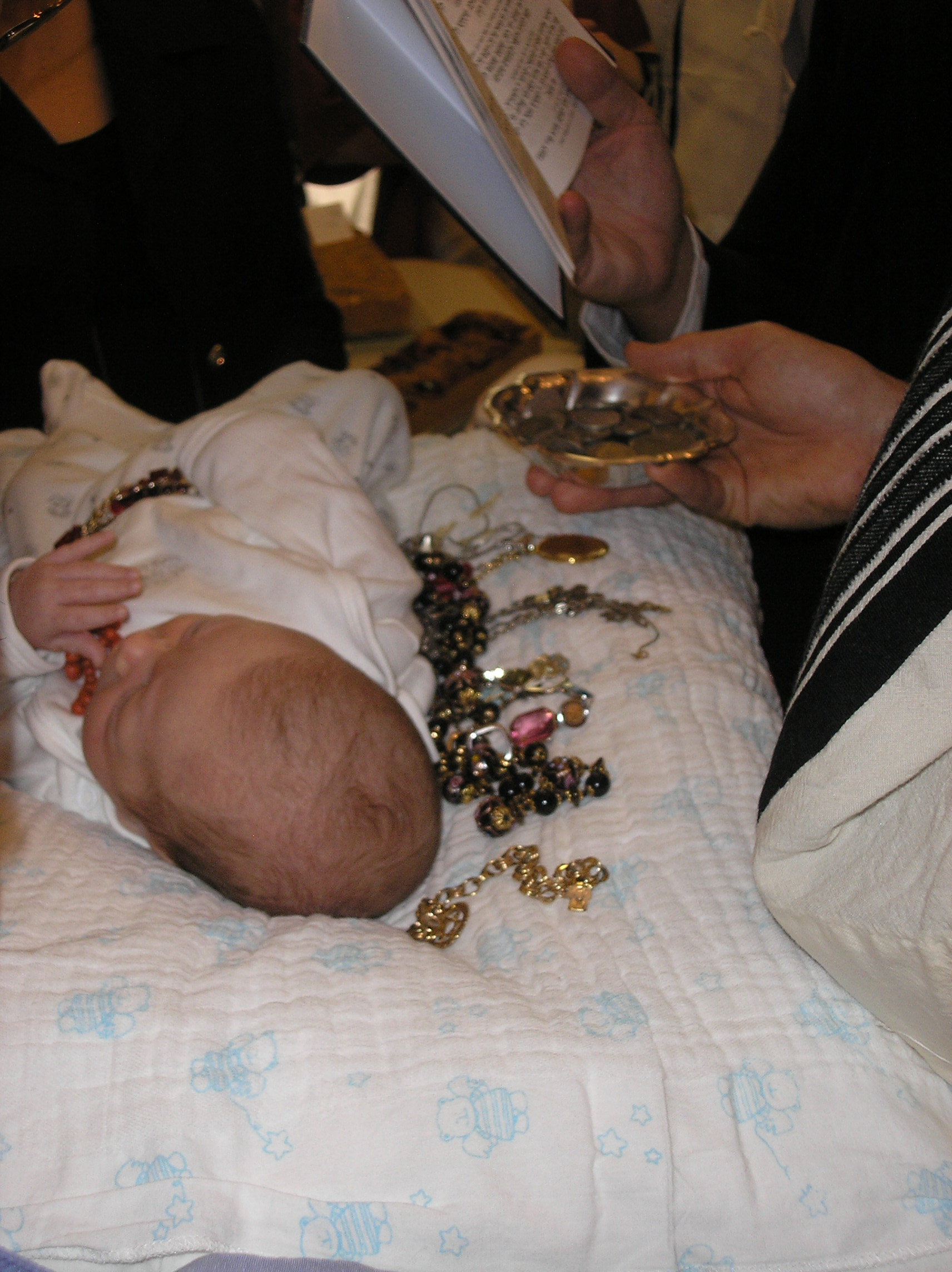
Церемония обряда выкупа первенца

«Бехорот», также «Бекорот»; др.-евр. בכורות‬, (мн. ч. от בכר, «первенец», «первородный» — название применяется как к людям, так и к животным) — трактат в Мишне, Тосефте и Вавилонском Талмуде, в разделе «Кодашим» («Святыни»). Трактат посвящён законам освящения первенцев.

## Предмет рассмотрения
В Моисеевом законе заповедь освящения перворождённых повторяется неоднократно, причём для этой заповеди приводится обоснование:

Освяти Мне каждого первенца, разверзающего всякие ложесна между сынами Израилевыми, от человека до скота, [потому что] Мои они.
И когда введет тебя Господь [Бог твой] в землю Ханаанскую, как Он клялся тебе и отцам твоим, и даст ее тебе, отделяй Господу все [мужеского пола] разверзающее ложесна; и все первородное из скота, какой у тебя будет, мужеского пола, [посвящай] Господу, а всякого из ослов, разверзающего [утробу], заменяй агнцем; а если не заменишь, выкупи его; и каждого первенца человеческого из сынов твоих выкупа́й.
И когда после спросит тебя сын твой, говоря: что это? то скажи ему: рукою крепкою вывел нас Господь из Египта, из дома рабства; ибо когда фараон упорствовал отпустить нас, Господь умертвил всех первенцев в земле Египетской, от первенца человеческого до первенца из скота, — посему я приношу в жертву Господу всё, разверзающее ложесна, мужеского пола, а всякого первенца из сынов моих выкупа́ю.
— Исх. 13:2, 11—15
Также:

Все, разверзающее ложесна у всякой плоти, которую приносят Господу, из людей и из скота, да будет твоим; только первенец из людей должен быть выкуплен, и первородное из скота нечистого должно быть выкуплено; а выкуп за них: начиная от одного месяца, по оценке твоей, бери выкуп пять сиклей серебра, по сиклю священному, который в двадцать гер; но за первородное из волов, и за первородное из овец, и за первородное из коз, не бери выкупа: они святыня; кровью их окропляй жертвенник, и тук их сожигай в жертву, в приятное благоухание Господу; мясо же их тебе принадлежит, равно как грудь возношения и правое плечо тебе принадлежит.
— Чис. 18:15—18

Все первородное мужеского пола, что родится от крупного скота твоего и от мелкого скота твоего, посвящай Господу, Богу твоему: не работай на первородном воле твоем и не стриги первородного из мелкого скота твоего; пред Господом, Богом твоим, каждогодно съедай это ты и семейство твое, на месте, которое изберет Господь [Бог твой]; если же будет на нем порок, хромота или слепота [или] другой какой-нибудь порок, то не приноси его в жертву Господу, Богу твоему, но в жилищах твоих ешь его; нечистый, как и чистый, [могут есть,] как серну и как оленя.
— Втор. 15:19—22
В Торе имеется также заповедь о десятине скота; она аналогична заповеди о первенцах чистого скота, поэтому также рассматривается в трактате:

И всякую десятину из крупного и мелкого скота, из всего, что проходит под жезлом десятое, должно посвящать Господу.
— Лев. 27:32
Из этих текстов, кое-где противоречащих друг другу, делаются следующие выводы:
- первородного сына следует выкупа́ть, отдавая священнику 5 сиклей (около 100 граммов) серебра; священники и левиты от выкупа освобождаются на основании Чис. 18:8;
- первородного самца чистого скота (т. е. от коров, коз и овец) предписано отдавать священнику, который приносит его в жертву, если он свободен от телесного порока, в противном же случае священник убивает его для собственного употребления; после разрушения Иерусалимского храма первородного самца следует содержать в стаде, пока он не получит телесный порок;
- первородного осла до́лжно выкупить[англ.], отдав священнику ягнёнка; или же убить[1]; священники и левиты от выкупа освобождаются.
- с десятиной скота обращаются так же, как с первородным скотом, с той разницей, что священнику её отдавать не нужно.

Помимо этого в трактате разбираются вопросы о том, какие телесные пороки делают животное негодным для жертвоприношения, а священника-ааронида - для храмовой службы; эти запреты основаны на Лев. 22:22—24 и Лев. 21:18—20.

## Содержание
Трактат «Бехорот» в Мишне состоит из 9 глав и 73 параграфов.
- Глава первая трактует ο первородном осле. Разбираются связанные с этим вопросы — например, что делать, если ослица родила двух ослят; порядок выкупа ослёнка и т. п..
- Глава вторая — рассматривает, в каких случаях чистый скот освобождается от действия закона об освящении первородных (например, извлечённый чревосечением).
- Глава третья разбирает, как поступать в случае сомнения, например, если скот куплен у язычника. Обсуждается вопрос, можно ли пользоваться шерстью первородного животного.
- Глава четвёртая определяет порядок содержания первородного животного и порядок освидетельствования его в качестве имеющего порок, что даёт право на убой животного. Особо подчёркивается, что исследование повреждений первородного скота производится бесплатно; исключение сделано лишь для профессиональных ветеринаров.
- Глава пятая говорит об использовании первородного животного с пороком. Указывается, что умышленное повреждение такого животного запрещено и не делает его разрешённым к убою.
- Глава шестая содержит перечень уродств и повреждений, делающих скот негодным для жертвоприношений; приводятся примеры.
- Глава седьмая по ассоциации переходит к вопросу ο том, какие пороки, повреждения или уродства делают священника негодным к отправлению храмовой службы, причём излагается целая система патологической анатомии внешних органов.
- Глава восьмая посвящена вопросам, связанным с первородным ребёнком: в каких случаях он подлежит выкупу, в каких имеет двойную долю в наследстве (согласно Втор. 21:17); как уплачивается выкуп за первенца.
- Глава девятая регулирует вопросы, связанные с постановлением об отделении десятины от скота[англ.].[1]

## Затрагиваемые темы
- В Тосефте, 1:8-11 сообщаются некоторые сведения по зоологии, частью истинные, частью ошибочные. Например, раввинам было известно, что дельфин — млекопитающее. Приводится обоснование для признания кошерным пчелиного мёда.
- Мишна 1:7 отвечает на вопросы, что предпочтительнее сделать, если Тора предлагает выбрать между исполнением одной из заповедей: первородного ослёнка лучше выкупить, чем убить; малолетнюю рабыню (о ней см. Исх. 21:7—11) лучше выдать замуж, чем отпустить; левиратный брак был предпочтительнее халицы, но позже преимущество перешло к халице[1]. Последние два вопроса вошли в трактат по характерной для Талмуда ассоциации идей.
- Мишна 4:4 рассматривает вопрос о возмещении убытков, возникших вследствие судебной ошибки. Признаётся, что авторитетный суд от возмещения убытков в этом случае свободен. Далее, Мишна 4:6 содержит запрет взимания платы за суд, свидетельство и совершение религиозных ритуалов (допускается только возмещение связанных с этим расходов).